# Mesta, Blagoevgrad
Mesta (în bulgară Места) este un sat în partea de sud-vest a Bulgariei, în regiunea Blagoevgrad, pe malul drept al râului Mesta. Aparține administrativ de comuna Bansko.  La recensământul din 2011 avea o populație de 242 locuitori.

## Demografie
Componența etnică a satului Mesta
     Bulgari (98,76%)
     Nicio identificare (1,23%)
     Altele (0%)
La recensământul din 2011, populația satului Mesta era de 242 locuitori. Din punct de vedere etnic, majoritatea locuitorilor (98,76%) erau bulgari. Pentru 1,23% din locuitori nu este cunoscută apartenența etnică.